# Jan Tandyrak
Jan Tandyrak (ur. w 21 grudnia 1964 w Opocznie, zm. 25 kwietnia 2019 w Olsztynie) – polski polityk i działacz samorządowy, restaurator.

## Życiorys
Ukończył szkołę średnią w Lublinie. Był także absolwentem Akademii Rolniczo-Technicznej w Olsztynie. Jako restaurator prowadził jedną z popularnych restauracji na olsztyńskim Starym Mieście. Przez wiele lat piastował mandat radnego Olsztyna, a w latach 2010–2014 był również przewodniczącym Rady Miasta Olsztyna. Przez sześć lat pełnił również funkcję szefa struktur Platformy Obywatelskiej w Olsztynie. Z polityki wycofał się przed wyborami samorządowymi na jesieni 2018.
25 kwietnia 2019 został znaleziony martwy w swoim samochodzie na terenie olsztyńskiego Kortowa. Zginął od postrzału w głowę.